# Barcos mercantel
Een barcos mercantel is een Portugese platbodem.
Men gebruikte ze veel voor transport. Ze hebben geen kiel, wel een hoge boeg in de vorm van een zwanenhals. De hoog opgekrulde voorsteven is bont beschilderd. De barcos mercantel is breder dan de barcos moliceiros.